# Kazimierz Gałecki

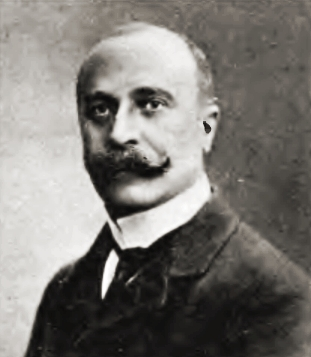
Kazimierz Gałecki (vor 1928)

Kazimierz Gałecki (* 10. Juli 1863 in Czarny Dunajec; † 10. Juli 1941 in Krakau; auch Kasimir Ritter von Junosza-Galecki) war ein aus Österreich-Ungarn stammender polnischer Politiker und Diplomat.

## Leben
Kazimierz Gałecki kam aus einer Landbesitzerfamilie der Wappengemeinschaft Junosza. Er studierte Jus an der Jagiellonen-Universität in Krakau. Sein Studium schloss er 1887 mit dem Doktortitel ab. Von 1886 bis 1889 absolvierte er in Krakau eine Gerichtspraxis.
Gałecki trat 1891 in den Dienst des Finanzministeriums in Wien. Seine dortige Beamtenlaufbahn schloss er 1918 im Rang eines Sektionschefs ab. Bei der Reichsratswahl 1911 kandidierte er im Wahlbezirk Galizien 22 für die polnische Volkspartei. Kazimierz Gałecki wirkte 1918 als Minister für Galizien im Ministerium Hussarek und im Ministerium Lammasch, den beiden letzten von Kaiser Karl I. bestellten Regierungen der österreichischen Länder.
Nach dem Ende der Monarchie ernannte ihn der polnische Liquidationsausschuss Galiziens und des Teschener Schlesiens zu seinem Vertreter in Wien. Für kurze Zeit wurde er als Botschafter Polens in Österreich eingesetzt. Ab 1919 arbeitete er als Generaldelegierter der polnischen Regierung für Galizien. Sein Amtssitz befand sich zunächst in Krakau, dann in Lemberg. Er setzte sich für die Polonisierung ein. Von 1921 bis 1923 war er als Woiwode der Woiwodschaft Krakau tätig. Er wurde nach Zusammenstößen zwischen staatlichen Sicherheitskräften und streikenden Arbeitern, die sich im November 1923 in Krakau ereigneten, entlassen. Im Ruhestand war er Aufsichtsratsmitglied mehrerer Aktiengesellschaften.

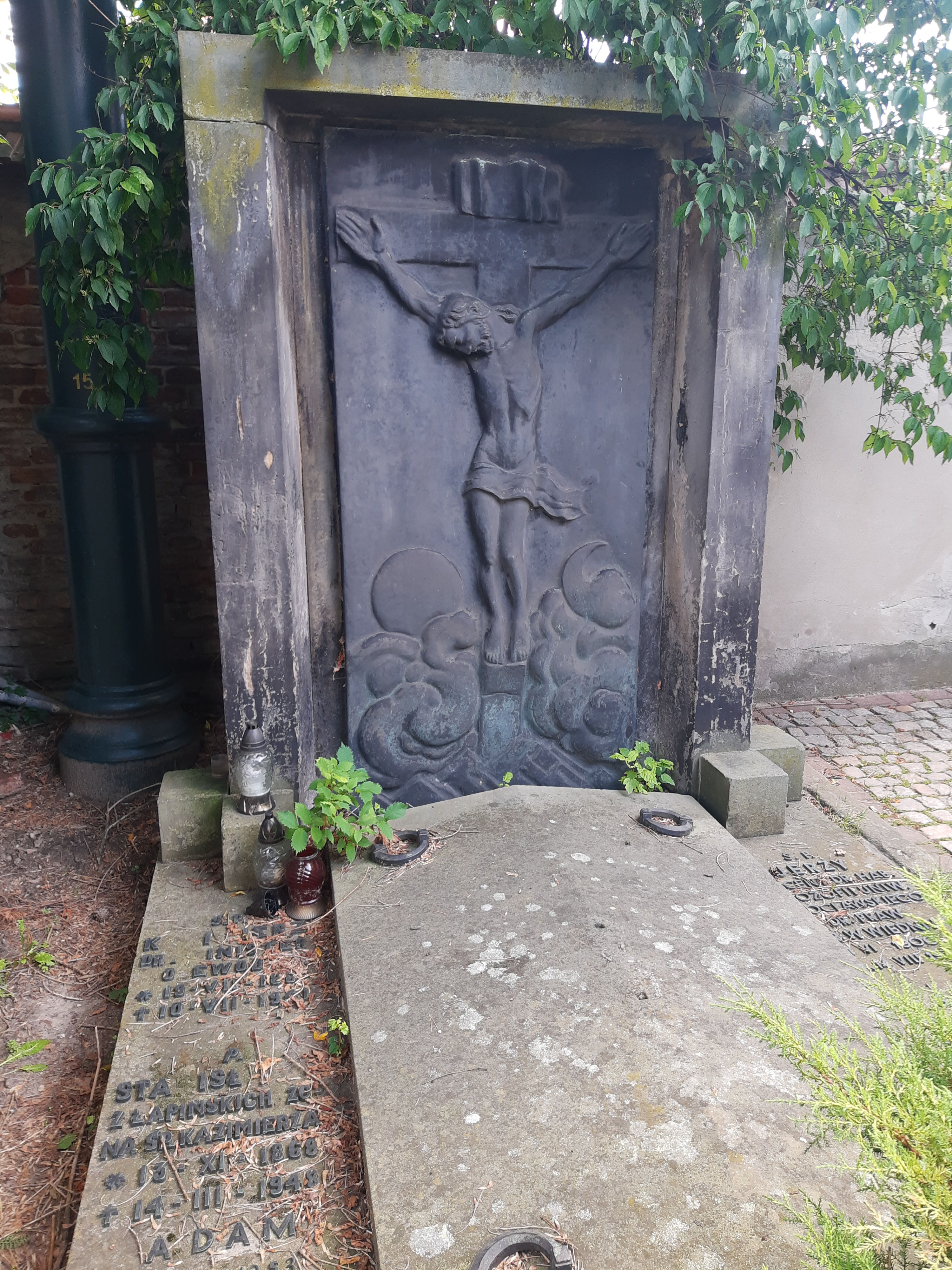
Grab von Kazimierz Gałecki (2021)

Kazimierz Gałecki starb 1941. Er wurde am Friedhof Rakowicki (Abteilung LD, westliche Reihe) bestattet.

## Ehrungen
Mehrere galizische Orte ernannten Kazimierz Gałecki zu ihrem Ehrenbürger: Wieliczka (1909), Nowy Targ (1912), Kałusz (1914), Nowy Sącz (1914) und Podgórze (1914).